# Josh Emmett
Joshua James Emmett, né le 4 mars 1985 à Phoenix dans l’Arizona est un pratiquant américain d'arts martiaux mixtes (MMA). Il combat dans la catégorie des poids plumes à l'Ultimate Fighting Championship, où il est actuellement classé 10e.